# Neue Sammlung
Die Neue Sammlung war eine von 1961 bis 2005 erscheinende deutsche Vierteljahres-Zeitschrift für Erziehung und Gesellschaft.
Hervorgegangen ist sie als Nachfolge-Zeitschrift aus der 1946 konstituierten Zeitschrift Die Sammlung sowie der Erziehung. Sie fragte nach der Bedeutung von politischen, sozialen und kulturellen Entwicklungen für Theorie und Praxis der Pädagogik, wollte neuen Ideen Gehör verschaffen und alte Erkenntnisse und Erfahrungen in Erinnerung rufen. Ende 2005 erschien die letzte Ausgabe mit 22 der interessantesten Beiträge, die in den 45 Jahren der Neuen Sammlung erschienen sind.
Zum Herausgeberkreis gehörten 1961 Elisabeth Blochmann, Hellmut Becker, Otto Friedrich Bollnow und Martin Wagenschein. Elisabeth Heimpel war für die Redaktion verantwortlich. 1964 trat Hartmut von Hentig dem Herausgeberkreis hinzu, 1986 Hans Christoph Berg und Horst Rumpf, 2002 ebenso Gerold Becker. Aufgrund der Missbrauchsvorwürfe gegen Becker verließen Peter Fauser, Manfred Prenzel und Lothar Krappmann das Gremium.

## Erscheinungsverlauf
- 1961–1977: Neue Sammlung. Göttinger Zeitschrift für Erziehung und Gesellschaft. Göttingen: Vandenhoeck & Ruprecht.
- 1978–1989: Neue Sammlung. Vierteljahres-Zeitschrift für Erziehung und Gesellschaft. Stuttgart: Klett-Cotta.
- 1990–2005: Neue Sammlung. Vierteljahres-Zeitschrift für Erziehung und Gesellschaft. Seelze-Velber: im Friedrich Verlag.